# Helietta parvifolia
Helietta parvifolia är en vinruteväxtart som först beskrevs av Samuel Frederick Gray, och fick sitt nu gällande namn av George Bentham. Helietta parvifolia ingår i släktet Helietta och familjen vinruteväxter. Inga underarter finns listade i Catalogue of Life.